# Championnat d'Irlande du Nord de football 1995-1996
Navigation
Édition précédente Édition suivante
Le 94e Championnat d'Irlande du Nord de football se déroule en 1995-1996. Portadown FC remporte son troisième titre de champion d’Irlande du Nord avec quatre points d’avance sur le deuxième Crusaders FC. Glentoran FC, complète le podium.  
Cette année marque la première saison d’une nouvelle mouture du championnat d'Irlande du Nord de football. La première division passe de 16 à 8 équipes. À la fin de la saison 1994-1995, huit clubs ont été relégués. Il s’agit de Larne FC, Newry Town,  Ballyclare Comrades,  Carrick Rangers,  Ballymena United, Bangor FC, Distillery FC et d’Omagh Town. La relégation s’est jouée sur les résultats additionnés des deux dernières saisons  1993-1994 et 1994-1995.
Les équipes jouent en tout 28 matchs. Elles affrontent donc tous leurs adversaires quatre fois, deux fois à domicile et deux fois à l’extérieur.
Autre nouveauté dans le championnat, pour la première fois un système automatique de relégation et de promotion est mis en place. Ainsi à la fin de chaque saison, le dernier de première division perd sa place au profit du premier de deuxième division.
Avec 19 buts marqués en 28 matchs,  Gary Haylock  de Portadown FC remporte pour la première fois le titre de meilleur buteur de la compétition.

## Les 8 clubs participants
| Club            | Stade            | Capacité | Ville       |
| --------------- | ---------------- | -------- | ----------- |
| Ards FC         | Castlereagh Park | 8 000    | Newtownards |
| Bangor FC       | Clandeboye Park  | 4 000    | Bangor      |
| Cliftonville FC | Solitude         | 7 200    | Belfast     |
| Crusaders FC    | Seaview          | 9 100    | Belfast     |
| Glenavon FC     | Mourneview Park  | 7 300    | Lurgan      |
| Glentoran FC    | The Oval         | 14 100   | Belfast     |
| Linfield FC     | Windsor Park     | 20 500   | Belfast     |
| Portadown FC    | Shamrock Park    | 5 800    | Portadown   |

## Compétition

### Classement
Le classement est établi sur le barème de points classique (victoire à 3 points, match nul à 1, défaite à 0).
| Rang | Équipe          | Pts | J  | G  | N  | P  | Bp | Bc | Diff |
| ---- | --------------- | --- | -- | -- | -- | -- | -- | -- | ---- |
| 1    | Portadown FC    | 56  | 28 | 16 | 8  | 4  | 61 | 41 | +20  |
| 2    | Crusaders FC T  | 52  | 28 | 15 | 7  | 6  | 45 | 32 | +13  |
| 3    | Glentoran FC C  | 46  | 28 | 13 | 7  | 8  | 56 | 38 | +18  |
| 4    | Glenavon FC     | 44  | 28 | 13 | 5  | 10 | 47 | 32 | +15  |
| 5    | Linfield FC     | 41  | 28 | 11 | 8  | 9  | 35 | 36 | -1   |
| 6    | Cliftonville FC | 29  | 28 | 6  | 11 | 11 | 28 | 49 | -21  |
| 7    | Ards FC         | 25  | 28 | 6  | 7  | 15 | 29 | 43 | -14  |
| 8    | Bangor FC       | 14  | 28 | 3  | 5  | 20 | 24 | 54 | -30  |

| Légende : Qualifications et relégations | Légende : Qualifications et relégations                                      |
| --------------------------------------- | ---------------------------------------------------------------------------- |
|                                         | Ligue des champions de l'UEFA 1996-1997                                      |
|                                         | Coupe d'Europe des vainqueurs de coupe de football 1996-1997                 |
|                                         | Coupe UEFA 1996-1997                                                         |
|                                         | Relégation en deuxième division                                              |
|                                         | T : Tenant du titre C : Vainqueurs de la Coupe d'Irlande du Nord de football |

## Bilan de la saison
| Tableau d'Honneur                         |              |
| Compétition                               | Vainqueur    |
| Championnat d'Irlande du Nord de football | Portadown FC |
| Coupe d'Irlande du Nord de football       | Glentoran FC |

| Promotions et relégations |              |
| Relégués                  | Bangor FC    |
| Promus                    | Coleraine FC |

## Statistiques

### Meilleur buteur
1. Gary Haylock, Portadown FC, 19 buts